# Kamalpreet Kaur
Kamalpreet Kaur Bal (* 4. März 1996 in Muktsar) ist eine indische Diskuswerferin.

## Sportliche Laufbahn
Erste internationale Erfahrungen sammelte Kamalpreet Kaur bei den Asienmeisterschaften 2017 in Bhubaneswar, bei denen sie mit 54,32 m den fünften Platz belegte. Anschließend nahm sie an der Sommer-Universiade in Taipeh teil und wurde dort mit einer Weite von 55,07 m Sechste. Zwei Jahre später erreichte sie bei den Asienmeisterschaften in Doha mit 55,59 m erneut den fünften Platz. 2021 erreichte sie bei den Olympischen Spielen in Tokio das Finale und belegte dort mit 63,70 m den sechsten Platz.
2018 wurde Kaur indische Meisterin im Diskuswurf.

## Doping
Im März 2022 gab Kaur einen auf Stanozolol positiven Dopingtest ab und wurde daraufhin für drei Jahre gesperrt.